# Esmska
Esmska je již neudržovaný program pro posílání SMS přes Internet na české i mezinárodní mobilní operátory. Byl napsán v programovacím jazyku Java. Jako jeden z mála programů v této kategorii je tak dostupný i pro jiné operační systémy, než je Microsoft Windows. Program byl uvolněn pod licencí AGPL v.3, jedná se tedy o svobodný software. Oproti webovým SMS bránám nabízí pohodlnost obsluhy a některé přidané funkce, jako byla správa kontaktů, ukládání historie zpráv nebo přizpůsobitelnost vzhledu.

## Historie projektu
Vývoj Esmsky probíhal od 12. července 2007, kdy vyšla první verze 0.1.0. V roce 2015, po bezmála po 8 letech projektu, se vývoj zastavil, když vyšla 17. května verze 1.9 a pak ještě 26. listopadu minoritní verze 1.9.1 měnící už ale pouze verzi přibaléné Javy. V roce 2017 se ještě pokusil autor připravit novou minoritní verzi 1.9.2, ale ta už nevyšla. 21. června 2019 byl vývoj Esmsky pro nedostatek času autora oficiálně ukončen. Za dobu projektu vyšlo celkem 40 verzí programu.

### Historie verzí
| Datum      | Číslo | Datum      | Číslo  | Datum      | Číslo  | Datum      | Číslo |
| ---------- | ----- | ---------- | ------ | ---------- | ------ | ---------- | ----- |
| 26.11.2015 | 1.9.1 | 28.08.2011 | 1      | 17.04.2009 | 0.15.0 | 10.05.2008 | 0.9.0 |
| 17.05.2015 | 1.9   | 28.07.2011 | 0.22.2 | 19.03.2009 | 0.14.1 | 08.04.2008 | 0.8.0 |
| 02.07.2014 | 1.8   | 02.07.2011 | 0.22.1 | 16.03.2009 | 0.14.0 | 02.02.2008 | 0.7.0 |
| 23.06.2014 | 1.7   | 16.06.2011 | 0.22   | 26.01.2009 | 0.13.0 | 05.01.2008 | 0.6.0 |
| 20.12.2013 | 1.6   | 06.03.2011 | 0.21   | 18.11.2008 | 0.12.2 | 15.11.2007 | 0.5.1 |
| 05.12.2013 | 1.5   | 24.07.2010 | 0.20.0 | 09.11.2008 | 0.12.1 | 12.11.2007 | 0.5.0 |
| 03.06.2013 | 1.4   | 23.05.2010 | 0.19.0 | 08.11.2008 | 0.12.0 | 25.08.2007 | 0.4.0 |
| 01.12.2012 | 1.3   | 12.02.2010 | 0.18.0 | 04.09.2008 | 0.11.1 | 27.07.2007 | 0.3.0 |
| 22.01.2012 | 1.2   | 13.10.2009 | 0.17.0 | 09.08.2008 | 0.11.0 | 22.07.2007 | 0.2.0 |
| 03.12.2011 | 1.1   | 05.07.2009 | 0.16.0 | 21.06.2008 | 0.10.0 | 12.07.2007 | 0.1.0 |

### Ocenění
Esmska vyhrála anketu Czech Open Source 2010 v kategorii Software v hodnocení odborné poroty.